# Йозеф Игнац Филип фон Хесен-Дармщат
Йозеф Игнац Филип фон Хесен-Дармщат (на немски: Joseph Ignaz Philipp von Hessen-Darmstadt, * 22 януари 1699, Брюксел, † 20 август 1768, Пломбиер-ле-Бен) е принц от Хесен-Дармщат и от 1740 до 1768 г. княжески епископ на Аугсбург.

## Биография
Той е големият син на принц Филип фон Хесен-Дармщат (1671 – 1736) и съпругата му принцеса Мария Тереза от Крой (1673 – 1714).
Йозеф расте и в Мантуа. На 13 март 1729 г. е ръкоположен за свещеник и на 18 август 1740 г. е номиниран за епископ на Аугсбург с помощта на Хабсбургите, при които на служба са баща му и чичо му Георг фон Хесен-Дармщат.
Той се разболява от подагра и умира по време на престоя му във френския курорт Пломбиер-ле-Бен при Епинал на 20 август 1768 г.